# دیوید اوبرهاوزر
دیوید اوبرهاوزر (انگلیسی: David Oberhauser؛ زادهٔ ۲۹ نوامبر ۱۹۹۰) بازیکن فوتبال اهل فرانسه است.
از باشگاه‌هایی که در آن بازی کرده‌است می‌توان به باشگاه فوتبال آژاکسیو و باشگاه فوتبال متس اشاره کرد.